# Смирнов, Василий Александрович (писатель)
Василий Александрович Смирно́в (31 декабря 1904  [13 января 1905], Синицыно, Ярославская губерния — 19 октября 1979, Москва) — русский советский писатель, журналист.

## Биография
Родился 31 декабря 1904 (13 января 1905) года в крестьянской семье в деревне Синицыно Мышкинского уезда (ныне — Мышкинского района Ярославской области). В годы революции вступил в комсомол, в 1920-е годы окончил Мышкинскую уездную партийную школу, затем Рыбинскую губернскую совпартшколу, член ВКП(б) с 1925 года.
С 1920 на комсомольской работе, был заведующим отделом политпросветработы в укоме РКСМ. С 1925 года сотрудник, затем заместитель редактора газеты «Ярославская деревня». В 1930 году получил назначение в ивановскую областную газету. В 1935 поселился в Ярославле, корреспондент газеты «Северный рабочий».
Литературной работой занимался с 1925 года. Первый роман опубликовал в 1927 году. Секретарь Ивановского областного отделения РАПП (1930). Член СП СССР с 1934 года. В 1939—1941 годах учился на заочном отделении Литинститута имени А. М. Горького.
Участник Великой Отечественной войны (военный корреспондент). До 1949 года возглавлял ярославскую писательскую организацию, затем на общественной работе в Москве. В 1954—1959 годах секретарь правления Союза писателей СССР. В 1960—1965 годах главный редактор журнала «Дружба народов».
Был известен своим антисемитизмом. В. Я. Кирпотин в дневнике так описывал партсобрание писателей Москвы в 1955 году:
Некоторые выступающие очень сильно подчёркивали антисемитизм Смирнова. Проявился он особенно в деле Металлова, обвинённого в сионизме, в ненависти к русскому народу. После двух лет разбирательства МК восстановил его в партии без единого взыскания.
Однако и после этого Смирнов продолжал настаивать на своём:
— Металлова проучили. И это хорошо.
Умер 19 октября 1979 года.

## Творчество
С 1924 года публикует небольшие рассказы и очерки в ярославских и центральных изданиях. В романах «Гарь» (1927), «Сыновья» (1940) и тетралогии «Открытие мира» (1947—1973) дано поэтическое изображение жизни предреволюционной русской деревни, процесс её перестройки после революции. «Открытие мира» стало главным произведением Смирнова, над которым он работал до самой смерти.
Признание встретила главным образом первая часть этого романа, рассказанная от лица деревенского мальчика; в дальнейшем Смирнов отказывается от этого приёма, и повествование становится слишком сконструированным. Смирнов пишет чрезвычайно размашисто при событийной бедности повествования, он любит прибегать к эмфатическим излияниям рассказчика, вмешивающегося в действие, и к бытовой крестьянской речи.
Книги Смирнова были переведены на иностранные языки.

## Сочинения
- «Гарь», 1927
- «Сыновья», 1940
- «Открытие мира»
  - том 1, 1947
  - том 2, 1957
  - том 3, 1972
  - том 4, 1973